# Semi-Hilbertrum
Semi-Hilbertrum är inom matematiken en generalisering av Hilbertrum i funktionalanalys, där – grovt räknat – den inre produkten endast behöver vara positivt semidefinit snarare än positivt definit, så att det ger upphov till en seminorm snarare än ett vektorrumsnorm.
Kvoten av detta rum av kärnan i denna seminorm krävs också för att vara ett Hilbertrum i vanlig mening.